# Massacre de animais de estimação britânicos
O massacre de animais de estimação britânicos foi um evento de uma semana em 1939, no qual cerca de 400 mil cães e gatos, um quarto da população de animais de estimação da Inglaterra, foram mortos para que a comida usada para os animais pudesse ser reservada para se preparar para a escassez de alimentos da Segunda Guerra Mundial.

## Contexto

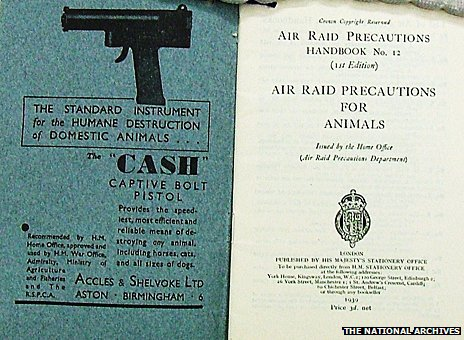
Conselhos para donos de animais.

Em 1939, o governo britânico formou o Comité Nacional de Precauções contra Ataques Aéreos (NARPAC) para decidir o que fazer com os animais de estimação antes que a guerra começasse. O comité  estava preocupado que, quando o governo precisasse de racionar alimentos, os donos decidiriam dividir as suas rações com os seus animais de estimação ou deixá-los morrer de fome. Em resposta a esse medo, o NARPAC publicou um panfleto intitulado "Conselhos para os Donos de Animais". O panfleto sugeria levar os animais de estimação das grandes cidades para o campo. Concluiu com a declaração de que "Se não puder entregá-los aos cuidados dos vizinhos, é realmente mais gentil destruí-los". O panfleto também continha um anúncio de uma pistola de dardo cativo que poderia ser usada para matar os animais humanamente.[carece de fontes?]

## Incidente
Quando Neville Chamberlain anunciou em 3 de setembro de 1939 que a Grã-Bretanha havia declarado guerra à Alemanha, muitos donos de animais de estimação levaram os seus animais para clínicas de cirurgia para animais e lares de animais para que fossem abatidos. Muitos grupos de veterinários, como a PDSA e a RSPCA, eram contra essas medidas drásticas, mas os seus hospitais ainda estavam lotados de donos de animais de estimação nos primeiros dias. A fundadora da PDSA, Maria Dickin, relatou: "Os nossos técnicos chamados para desempenhar esta tarefa infeliz nunca esquecerão a tragédia daqueles dias." Hilda Kean escreveu que as filas para as clínicas de Londres estendiam-se por meia milha (cerca de 800 metros). O evento desencadeou uma escassez de clorofórmio e um desafio na gestão de resíduos.
Um ano depois, quando Londres foi bombardeada em setembro de 1940, ainda mais donos de animais de estimação apressaram-se para matá-los. “As pessoas estavam preocupadas com a ameaça de bombardeamentos e com a escassez de alimentos e achavam inapropriado ter o ‘luxo’ de um animal de estimação em tempos de guerra”.
O Battersea Dogs & Cats Home, contra a tendência, conseguiu alimentar e cuidar de 145.000 cães durante o curso da guerra e forneceu um campo em Ilford como um cemitério de animais de estimação, "onde cerca de 500.000 animais foram enterrados, muitos da primeira semana da guerra". Uma famosa oponente do abate de animais de estimação foi Nina Douglas-Hamilton, Duquesa de Hamilton, uma amante de gatos, que fez campanha contra a matança e criou o seu próprio santuário num hangar aquecido em Ferne.

## Legado
Em 2017, a historiadora Hilda Kean publicou um livro sobre o evento intitulado The Great Cat and Dog Massacre.